# Nemognatha atripennis
Nemognatha atripennis es una especie de coleóptero de la familia Meloidae.

## Distribución geográfica
Habita en Cuba.